# Ermita de Santa Anna (Gandia)
L’ermita de Santa Anna és un santuari ubicat al barri de Santa Anna de la localitat de Gandia. Declarada Be Immoble de Rellevancia Local, per declaració genèrica de la Generalitat Valenciana, amb publicació al DOGV el 18 de juny de 1998.
Titularitat dels pares Escolapis de Gandia, es tracta d’un edifici construït al segle xiv, si bé al llarg del temps ha gaudit de diverses reformes. Davant de la façana trobem una esplanada des de la qual es divisa una panoràmica que finalitza en l’horitzó marí i el cap de Sant Antoni, passant per la ciutat de Gandia, la seua horta i la serra de la Safor a la dreta. A més de l’ermita, el petit puig de pedra calcària on s'ubica conta amb altres espais com el Calvari o l’ermiteta de Santa María Magdalena (ubicada a la meitat del recorregut del Calvari aproximadament) i algunes coves.

## Origen i història
Existeixen fonts que ens parlen ja d’aspectes relacionats amb l’ermita l’any 1372, mentre que del 1380 trobem referències del el petit turó de “Sent Ana”; estes dates han ajudat a realitzar estimacions pel que fa a la seua edificació, la qual es degué produir entre els segles XIV i XV. Es molt probable que la imatge de santa Anna s'elaborara al voltant del 1350. De fet, el 1421 ja es constata documentalment la tradició de fer desfilar en processó a la santa per sol·licitar-li ajuda. Aquest ritual és l’origen de la tradició de la ciutadania de Gandia de demanar al Consell Municipal que traslladara la imatge de Santa Anna a la col·legiata amb la finalitat de rogar la fi d’una sequera, epidèmies, evitar inundacions, plagues, etc. Aquesta s'establia al centre de la ciutat fins que la motivació de la baixada quedara resolta, mentre una altra imatge de sant Josep s'establia a l’ermita. Posteriorment es realitzava una festa per agrair-li els favors a la santa i finalment tornava al santuari.
Així doncs, al març del 1782 es disposà una urna a la seu de Gandia amb la finalitat d’allotjar la imatge de la santa per quan baixava per a acomplir alguna comesa. Resulta interessant assenyalar que santa Anna fou patrona de la ciutat fins l’any 1882, moment en què es va decidir canviar la tutela en favor de la Mare de Déu dels Desemparats per tal d’assemblar-se a la ciutat de València. Aquest fet va provocar la davallada de la seua devoció en la ciutat i va repercutir econòmicament també en la cria del cuc de seda, doncs aquest sector tenia per protectora a la santa.
D’altra banda, l’ermita també fou emprada amb usos sanitaris, doncs s'establí com a espai de confinament per a malalts de pesta, còlera, lepra… des del segle XVI fins a alguns casos al segle XIX. De fet, el barri al qual pertany l’ermita també s'anomena Natzaret degut a eixa utilització de l’ermita com a llatzaret tal com consta en un document dels pares Escolapis del 1807. És en aquest període quan canvia la titularitat de l’espai doncs fins al moment s'havia trobat baix la tutela de la pròpia ciutat.Ja el 1581 l’orde jesuítica hauria intentat fer-se amb la mateixa sense aconseguir-ho.
Encara que l'ermita era de propietat municipal, l'administració de l'ermita passà doncs a mans dels pares escolapis de l’Escola Pia de Gandia el 1809 de la mateixa manera que ho feu l’explotació de les terres ubicades als voltants d’aquesta, la rendibilitat de les quals va anar minvants fins que a finals del segle xx van ser abandonades. Fins a aquest moment (abans de 1809), la localitat nomenava a un ermità, que tenia per obligació habitar l’edifici amb la seua família i acollir els devots que hi anaren. Havia d’anomenar un administrador que s'ocupara del conreu de les terres, del cobrament dels arrendaments i de l’almoina, de la manutenció de l’edifici i de les despeses en la festa de la santa.
Posteriorment el santuari quedà en estat pràcticament d’abandó, sobretot durant la Guerra Civil, moment en el qual els escolapis decideixen destinar més recursos a la recuperació del col·legi i de la seua església a la ciutat, tot i que ja en 1943 la imatge torna a ser traslladada a l’ermita i es continua amb la celebració de la seua festivitat el 26 de juliol. Si bé ja en democràcia l’ermita torna a mans de l’ajuntament degut als canvis jurídics, els escolapis segueixen amb la seua tasca des que obtingueren la titularitat. No serà fins al 1977 quan comence la seua última remodelació; ajudats el escolapis per l’ajuntament i donacions, s'acondiciona l’ermita, s'acomet la instal·lació de llum i d’aigua… fins a la imatge actual.

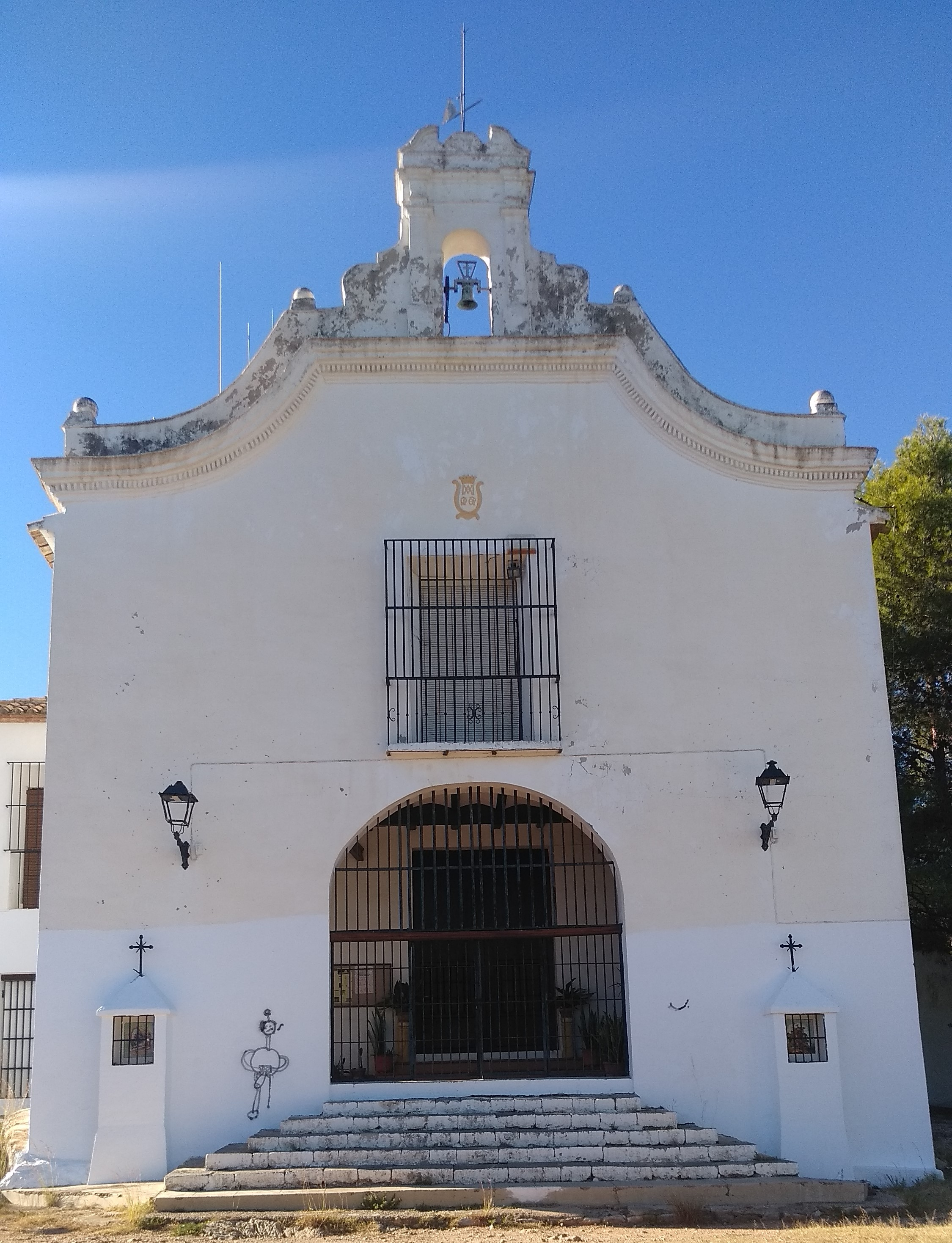
Façana de l'ermita de Santa Anna.

## Descripció

### El Calvari
El Calvari es correspon amb el camí d’ascensió a l’ermita, que va ser edificat el 1925 junt amb el replanell que es troba durant el recorregut d’aquest; tot i així observem com algunes de les estacions es troben disperses a lo llarg del turó fora d’aquest camí. Passada la Guerra, fidels el reformaren i cobriren les teuladetes de les casetes que alberguen les estacions. Dalt, a l’esplanada davant de l’ermita, se’n troben les últimes. A més, en la cova del Beat, una de les nombroses que es troben al turó, no s'han trobat restes arqueològiques però sí s'ha constat l’existència de soterraments, tot i que no s'ha pogut determinar el seu període degut a la falta d’elements que permitisquen determinar-lo.
A mitjan camí del Calvari trobem l’ermiteta de Santa Maria Magdalena, reconstruïda el 1994, amb teulada a dues aigües i de planta rectangular, ornamentada en la seua entrada amb dos taulells, un escut de l’Ordre Escolàpia i una imatge de la pròpia Magdalena amb Crist ressuscitat. Es tracta d’una edificació remodelada ja que prèviament contem amb l’existència d’una edificació construïda abans de la Guerra Civil i destruïda durant la contesa, i d’una altra prèvia a l'edificació de la nova el 1994.

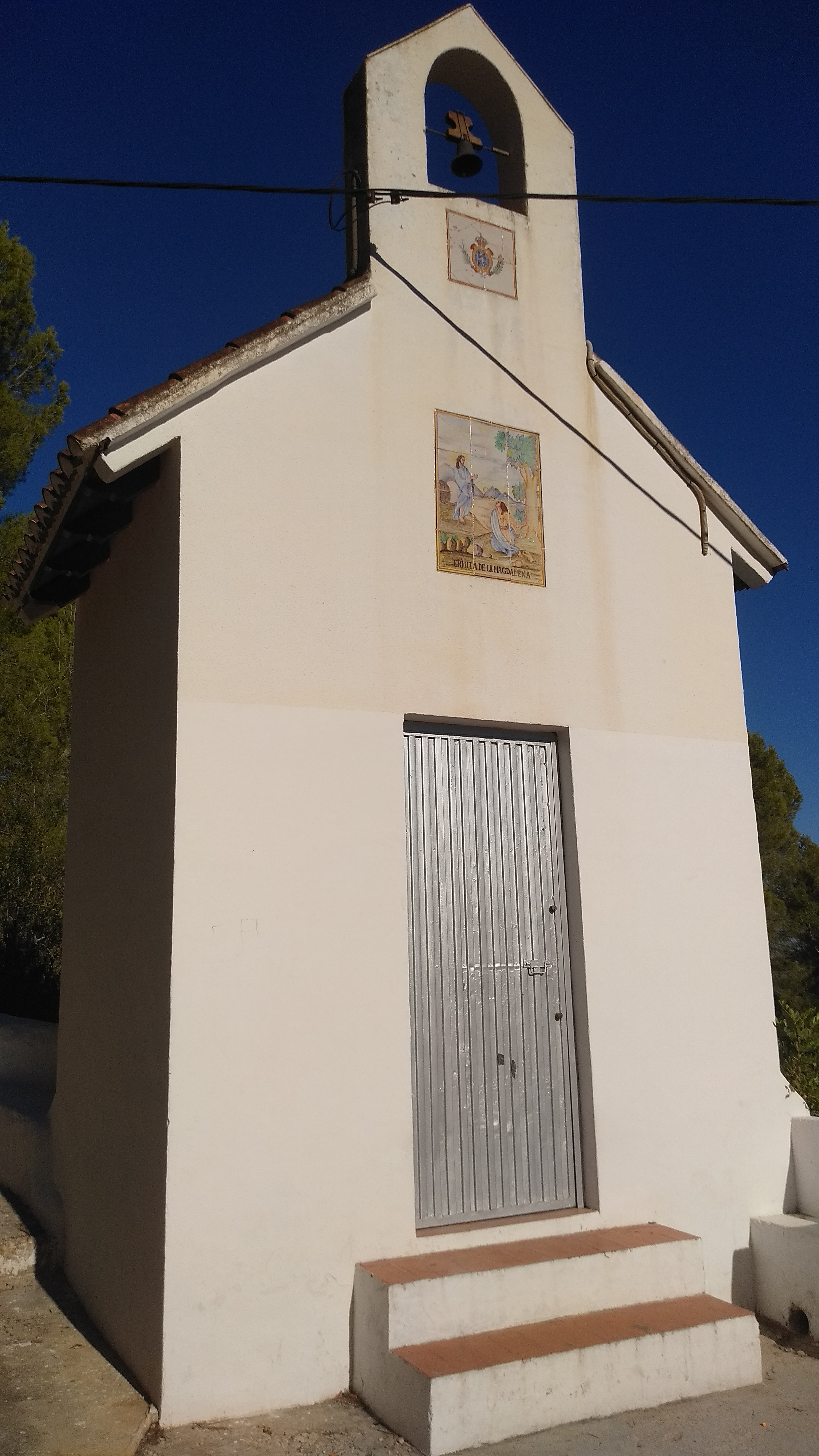
Ermiteta de Maria Magdalena.

### L’ermita
L’edifici és de fàbrica de rajola i maçoneria amb sostre exterior a dues aigües. Conserva dos arcs de la primitiva ermita, edificada entre els segles XIV i XV: l’arc d’accés en la seua paret sud (darrere de l’actual casa de l’ermità) i un altre entre el presbiteri i l’arxiu. Aquests arcs, apuntats i construïts en rajola, contrasten amb la reconstrucció barroca del segle XVIII; tipològicament ens recorden a les esglésies de la Reconquesta, les quals tenien per finalitat suportar un sostre a dues aigües a la part exterior mentre que l’interior era pla i suportat per arcs que es dirigien directament al sòl o de vegades amb una petita imposta. Amb la reconstrucció del segle XVIII, la primera ermita integraria solament la part presbiterial, des d’on perpendicularment naix l’actual nau que mira cap a la ciutat. La documentació senyala que tant les boles de pedra i la creu (la qual no és l’actual) com el mur de la plaça foren realitzats el 1757.
Adossat al mur meridional s'ubica l’habitatge de l’ermità, el qual posseeix una entrada baix d’un arc de mig punt sobre el que s'obri una finestra d’una manera semblant a com es reprodueix en la façana de l’ermita amb el balcó. Es tracta d’una petita edificació de dues plantes, la qual té la cuina, el menjador i la saleta d’estar en la planta baixa i els habitatges i el bany en la planta superior. A l’escala que dona accés a aquesta planta trobarem uns característics taulells d’estil valencià amb elements florals.

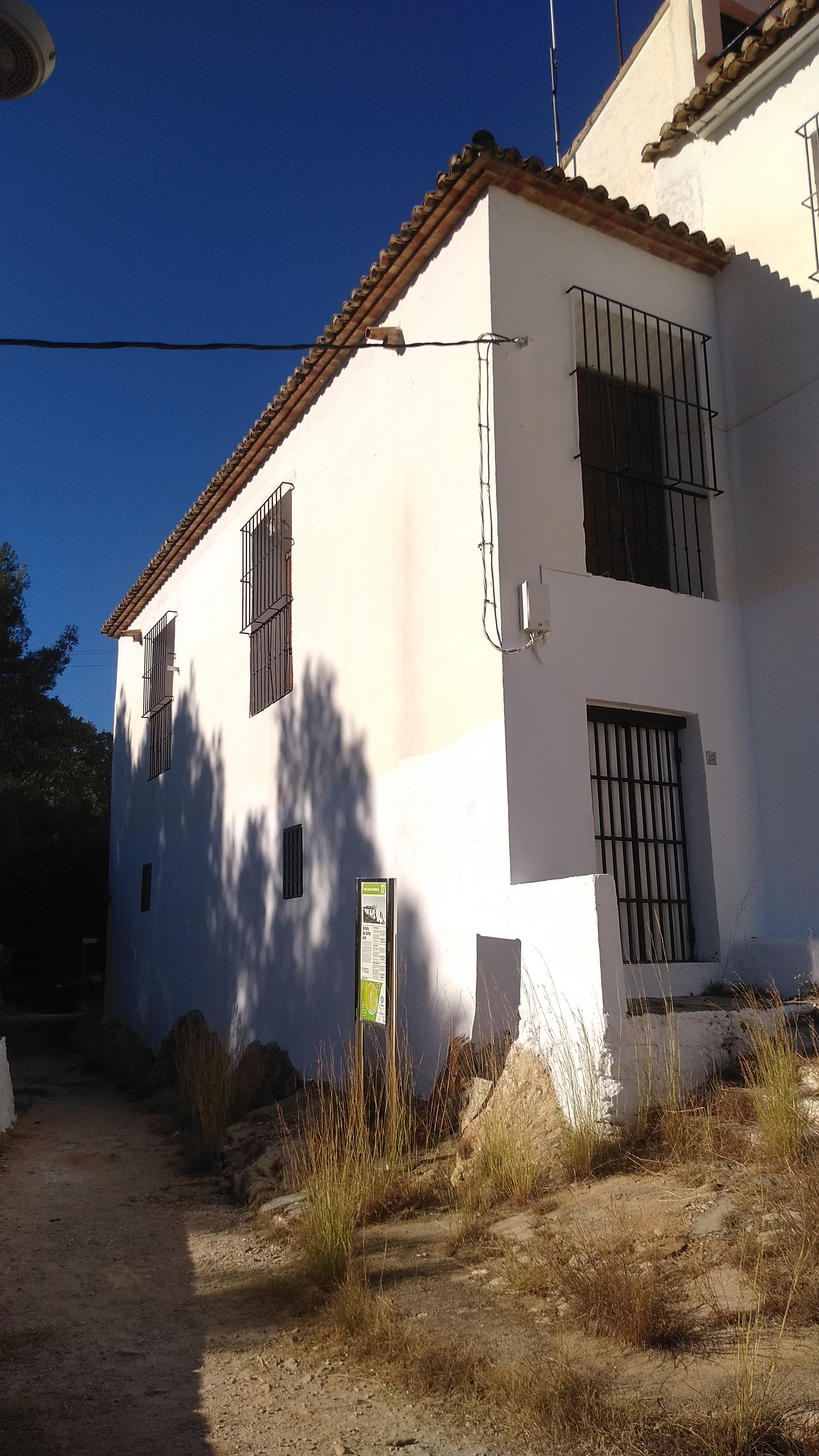
Habitatge de l'ermità.

Al mur septentrional de l’edifici s'aprecien els contraforts que suporten les càrregues de l’edifici, així com un pati accessible des de fora. Baix d’aquest existeix un pou que s'endinsa a l’aljub i a una cisterna que antigament recollia l’aigua de les precipitacions de la teulada gràcies a un sistema de canalització. Darrere del pati trobem l’estància que en l’actualitat s'utilitza com a arxiu, i darrere d’aquest un magatzem.
La façana quedà restaurada el 1982, en la qual trobem un conjunt de motlures ornamentades amb denticles que realitzen una funció transitòria entre la part superior curvilínia de la façana i la part inferior desornamentada i plana de la mateixa, on tan solts trobem l’escut de l’Ordre de l’Escola Pia afegit en les primeres dècades del segle xix. L’espadanya es troba formada per un frontó mixtilini partit en el qual destaquen les dues pilastres dòriques de la seua part superior. Al pujar la escalinata s'accedeix a l’atri travessant un arc de mig punt sobre el qual s'edifica un balcó. Aquests elements careixen d’ornamentació, aspecte que potencia eixa sobrietat constructiva, mentre que la verticalitat queda remarca més encara per les dues casetes que protegeixen les estacions situades a cada costat de l’entrada.
Travessat l’arc s'accedeix a l’atri, accessible des de l’exterior, lleugerament elevat respecte del sòl i cobert per un sostre pla sota el cor. Passant aquest accedim a l’edifici, una única nau coberta per tres arcs de mig punt amb llunetes que conformen tres trams, baix dels quals s'articulen arcs faixons que ajuden a descarregar el pes. La cornisa presenta un ritme ondulant centrat en enmarcar tant l’inici dels arcs faixons com el de l’arc triomfal, decorada amb motlures amb denticles; sense capitells, una cornisa baix de l’anterior realitza la tasca que farien els primers. Els petits espais que es formen baix dels arcs formers s'han utilitzat per col·locar imatges com ho farien a les capelles de les esglèsies. Un altre aspecte interessant resulta de les petites irregularitats inapreciables en les distancies dels trams però que demostren els trets populars de l’obra i del seu mestre d’obres. Entre el primer tram i el segon, tocant el pilar esquerre, tenim la trona, a la qual s'accedeix a través d’una escala i la planta de la qual és poligonal.
El sòcol de la nau i la sagristia queden ornamentats per taulells valencians del segle XVIII, que mostren en la part superior una greca i en la resta elements vegetals en disposició circular i envoltats per motiu geometritzants; predominen el verd i l’ocre emmarcats per una línea estreta de manganès. El presbiteri, de planta rectangular, es troba abovedat. Tant el sól com els escalons es troben decorats per taulells on es mostren cistelles amb fruits on predominen els colors ocres i verds com al sócol, mentre que el retaule neoclàssic d’escaiola imita els marbres de colors. Darrere d’aquest espai trobem la sagristia rectangular, la decoració de la qual continua sent semblant a la de la nau i del presbiteri, tot i que ara trobem al sòcol símbols al·legòrics eucarístics como la vinya, les espigues de blat, la custodia o alguns miracles.
Com ja s'han mencionat abans, a l’arxiu –que conté documents en valencià i una hemeroteca– s'accedeix des del presbiteri mentre que de la sagristia es pot passar al magatzem, on originàriament s'allotjaven els animals que treballaven a les terres de l’ermita. L’accés exterior a aquest espai va ser cegat i es va obrir un de nou desde la sagristia. El cor està situat al primer pis sobre l’atri, lloc al que tan sols es pot accedir des de les dependències de l’ermità degut a que la escala emprada per pujar a les habitacions és la mateixa que s'utilitza per a accedir a aquest espai.

### Art moble de l'ermita
S'ha de tindre en compte que a causa de la Guerra i de l’escassa seguretat amb la que va comptar l’ermita durant llargues etapes del segle xx, gran part del patrimoni moble original ha desaparegut, fet que ha motivat la importació de noves obres. Malgrat això, resulta curiós com la imatge de la santa titular ha sigut capaç de suportar aquestos embats i en l’actualitat se’n conserva la original, probablement l’escultura més antiga de la santa conservada a la comarca. Mostra la composició típica de les estatuetes tradicionals del segle XIV que reflecteix eixa característica influència italogòtica del moment amb semblances amb altres imatges provinents de la zona de Lleida. Es tracta d’una imatge poc carregada i, segurament, de talla local, en la qual observem a la santa com a de tron la Mare de Déu, situada aquesta es troba sobre el seu braç esquerre. Vesteix un vestit morat i el mantell que li cobreix el cap mostra la seua condició de casada; els vestits de les dues representades queden decorats amb magranes daurades elaborades a partir de la tècnica del gofratge. La Mare de Déu sosté un llibre tancat mentre que la santa sosté un petit orbe blau a la mà on no suporta a la Mare de Déu. L’obra situada a l’ermita és una rèplica, doncs per qüestions de seguretat, la original es troba a l’Escola Pia de la ciutat.
Sobre la porta ubicada a la part dreta del presbiteri i que ens guia cap a l’arxiu contem amb un tondo (obra amb un marc circular normalment) renaixentista a l’oli de Nicolau Borràs realitzat entre 1580 i el 1590. Apareix la Mare de Déu sostenint a Jesús amb el braç dret, els quals queden rodejats per un conjunt de núvols que doten a la escena d’un caràcter místic i celestial; l’Infant dirigeix la mà dreta cap al cel mentre que amb l'esquerra empunya un ram de flors. Tècnicament observem una interessant riquesa cromàtica on el predomini del modelatge i del dibuix són evidents.
Una altra obra interessant és una creu de fusta provinent de l’antic hospital de Sant Roc de Gandia en la qual s'escenifica a Crist crucificat amb sa mare a l’oli. També contem amb la imatge pintada a l’oli de santa Rita situada dalt la porta d’accés a l’habitatge de l’ermità des de l’interior de l’edifici. Destaca també l'estàtua de la Mare de Déu dels Desemparats, la qual compta amb un llarg historial de trasllats per diversos motiu, i la imatge de sant Josep de Calassanç, que es troba vestit com a fundador d’un orde religiós. Finalment comptem amb la copa d’una llàntia d’argent ornamentada de l’època al costat del retaule, mentre que l’altra és una rèplica.
A l’ermiteta de Santa Maria Magdalena trobem un retaule de fusta amb la seua imatge, la qual es troba lleugerament flexionada en posició d’oració mentre porta una creu i un crani d’igual manera que la que es trobava en la primera edificació enderrocada.

### Festivitats
Si bé és cert que tradicions com la baixada de la santa per demanar-li favors s'han perdut, hi ha altres que se n’han recuperat. Una d’aquestes és el tradicional recorregut que es realitza tant dimecres com divendres de Quaresma des del Calvari cap a l’edifici, així com la recuperació del Cant de la Sibil·la des de l’any 1982, el qual es realitza la nit del Naixement durant la coneguda com a missa del gall, un cant religiós que empra els textos d’un brevari de 1553 de la Seu de València; es tracta d’una representació que es realitzava ja al segle XIV fins que va ser prohibida al Concili de Trento. Altres representacions son el Via Crucis Vivent escenificat per part dels veïns del barri, així com la petició per part de les embarassades a la santa per a que el seu part siga fàcil; per a que així siga, aquestes han d’encendre un ciri durant el mateix.
D’altra banda, un ritual perdut és el que es realitzava com a patrona del creixement del cuc de seda: es beneïen els ous de l’insecte el primer divendres de març –dies abans de la seua eclosió– mentre es realitzava una oració, en la qual els fidels realitzaven donatius també per a que tal empresa poguera dur-se a terme.
A banda de les ja mencionades celebracions al Nadal i a la Setmana Santa i les misses dominicals, el 25 de juliol es baixa en processó la imatge de la santa a l’església de Santa Anna i a l’endemà, després d’una missa solemne, es torna a pujar al seu lloc habitual, tot açò en el marc de les festes patronals del barri.